# Andrea Foscolo
Andrea Foscolo (Venezia, 1450 – Venezia, 22 aprile 1528) è stato un politico, diplomatico e militare italiano.

## Biografia
Membro dei patrizi Foscolo del ramo residente a San Vio, era il secondogenito di Girolamo di Andrea e di Chiara di Andrea Garzoni (quest'ultimo titolare di un celebre banco fallito nel 1499).
Pur provenendo da una famiglia di tradizioni mercantili, non si ha notizia di alcun suo interesse in questo senso, forse a causa della prematura morte del padre. Invece, non appena ebbe raggiunto l'età necessaria, abbracciò la più sicura vita amministrativa anche se, inizialmente, ricoprì cariche di scarso prestigio.
Il 10 aprile 1476 fu nominato camerlengo a Pago, carica che mantenne per tre anni e mezzo. Tornato a Venezia nel settembre 1479, il 1º marzo 1484 divenne camerlengo a Bergamo.
Nuovamente in laguna dal 1487, passò dal settore finanziario a quello giuridico che gli avrebbe aperto le porte del Senato: membro della Quarantia (tra il luglio e il settembre 1489 ne fu uno dei capi), quindi giudice di Petizion (1490-1491), poi provveditore di Orzinuovi (1496-1498). Quest'ultima carica aveva un certo prestigio poiché in quegli anni la Repubblica stava ammassando truppe nella zona, in vista della conquista di Cremona e della Ghiara d'Adda; probabilmente anche il Foscolo fu coinvolto nell'organizzazione delle milizie e nel rafforzamento delle fortificazioni, tant'è che negli anni successivi gli verranno affidati altri incarichi di natura militare.
Così, nel 1499, la sua carriera politica subì un salto di qualità con l'elezione a capitano della muda di Aigues-Mortes. A causa della guerra contro i Turchi, tuttavia, le navi dei convogli furono destinate ai combattimenti, sicché il 17 settembre il Foscolo si ritrovò governatore delle galere grosse, agli ordini del comandante Melchiorre Trevisan.
Combatté tra il mar Ionio e il mar Egeo, spostandosi fra le isole di Corfù e Egina. Nel dicembre successivo attaccò Cefalonia, ma non ebbe successo; dopo aver trascorso l'inverno a Corfù, nel maggio 1500 spostò la flotta in Morea, per poi piegare verso Modone su ordine del Trevisan. Quest'ultimo, morto poco dopo in battaglia, fu sostituito da Girolamo Contarini che il 5 agosto lo creava vicecapitano delle galere grosse e in questa veste partecipò all'attacco di Tenedo (settembre) e ancora di Cefalonia (novembre-dicembre) che questa volta cadde. Fu poi alla battaglia di Zonchio, località in cui trascorse l'inverno 1500-1501.
La pace sarebbe giunta solo nel 1503, ma i combattimenti si esaurirono già nella primavera 1501. Il Foscolo venne quindi proposto per due volte al prestigioso e non facile bailaggio di Costantinopoli, ma non ebbe successo; ricoprì invece la più tranquilla carica di savio alle Decime (1505-1507).
Ottenne il bailaggio il 27 marzo 1507, già prima della conclusione del precedente mandato. Salpò da Venezia verso la fine dell'anno, quando i Turchi avevano ormai appianato i rapporti con la Serenissima, impegnati com'erano nella guerra contro l'impero Persiano. Giunse a destinazione nell'aprile dell'anno successivo e poté così assistere alla pace tra il sultano Bayazid II e lo scià Isma'il I.
Qualche tempo dopo giunse la notizia della sconfitta di Agnadello e il Foscolo fu incaricato di trattare con il sultano per concludere un'alleanza. Inizialmente interessato, in seguito Bayazid cominciò a tergiversare, troppo preso da alcune gravi problematiche interne: la crisi politica con i Valacchi, un terremoto, un incendio nel palazzo reale. Alla fine il bailo fu messo da parte e concluse il suo mandato nella completa inattività politica, limitandosi a registrare gli eventi di cui era testimone.
Nel gennaio 1512 si decise il suo rimpatrio e il 29 ottobre tornò a Venezia. Ma l'infuriare della guerra della Lega di Cambrai fece passare il suo ritorno in sordina: il 16 novembre, presentatosi al Collegio per riferire del bailaggio, gli fu chiesto di tornare in un'altra data.
L'incarico, però, gli aveva fruttato in termini economici: forte di questi mezzi, fu eletto savio all'Estimo cittadino (29 dicembre 1513), e più tardi provveditore al Sale (1524).
Nell'aprile 1513 aveva sposato Caterina, figlia del conte di Veglia e Segna Giovanni Frangipane e vedova di Francesco Dandolo. La donna gli portò una cospicua dote, ma morì nel 1517 senza dargli figli, condannando così all'estinzione il suo ramo familiare. Si spiegherebbe così il sentimento di sfiducia che traspare dal suo testamento redatto nel 1527 nel suo palazzo di San Marziale; vi morì l'anno successivo, venendo tumulato a San Francesco della Vigna.